# Reingrub (Schnaittach)
Reingrub ist ein Gemeindeteil des Marktes Schnaittach im Landkreis Nürnberger Land (Mittelfranken, Bayern). Reingrub liegt in der Gemarkung Hormersdorf.

## Lage
Der Weiler  liegt nahe der Bundesautobahn 9 und zählt fünf Anwesen. Ringsum liegen der Lattenberg (533 m ü. NHN), der Sandberg (601 m ü. NHN), die Steinleite und der Steinberg, sämtlich Erhebungen der Hersbrucker Alb. Eine Gemeindeverbindungsstraße führt nach Hormersdorf (2 km östlich).

## Geschichte
Mit dem Gemeindeedikt (frühes 19. Jahrhundert) wurde Reingrub dem Steuerdistrikt Osternohe und der Ruralgemeinde Haidling zugewiesen. 1857 erfolgte die Umgemeindung nach Hormersdorf. Im Zuge der Gebietsreform in Bayern wurde Reingrub am 1. Januar 1972 nach Schnaittach eingemeindet.